# Любич Павло
Павло Любич (? — †?) — командир полку Дієвої армії УНР.
Останнє звання у російській армії — штабс-капітан.
В українській армії з 17 листопада 1918 р. — командир 4-го Сірожупанного полку у військах Директорії.
Подальша доля невідома.